# Astralwerks
Astralwerks est une maison de disques, spécialisée dans la musique électronique mais qui ne se cantonne pas à ce genre, fondée en 1993. Elle a son siège à New York et fait partie de Universal Music Group.

## Artistes étant ou ayant été sous label Astralwerks
| - Air (États-Unis seulement) - Craig Armstrong - The B-52's - Basement Jaxx - The Bees - Eden (musicien) - Cassius - The Chemical Brothers - Digitalism - Empire of the Sun (États-Unis seulement) - Brian Eno - Fatboy Slim - Bryan Ferry (États-Unis seulement) - Fluke - Sia Furler - Future Sound Of London - David Guetta - Steve Hackett (États-Unis seulement) - Hot Chip - Deadmau5 - Halsey (chanteuse) | - Kings of Convenience - The Kooks - Kraftwerk (États-Unis seulement) - Late of the Pier (États-Unis seulement) - Kylie Minogue (États-Unis seulement) - Mixmaster Morris - μ-Ziq - Neu! - Yoko Ono - Beth Orton - Pet Shop Boys (États-Unis seulement) - Phoenix - Iggy Pop - Radio 4 - Röyksopp - Sparklehorse - Tracey Thorn - Luke Vibert - Robbie Williams (États-Unis seulement) - Porter Robinson |